# Saison 2014-2015 des Spurs de San Antonio
La saison 2014-2015 des Spurs de San Antonio est la 48e saison de la franchise et la 39e en NBA. C'est la 42e saison dans la région de San Antonio au Texas. Les Spurs sont les Champions NBA en titre, après avoir battu le Heat de Miami lors des finales NBA 2014.

## Draft
| Tour | Choix | Joueur         | Poste | Nationalité | Provenance |
| ---- | ----- | -------------- | ----- | ----------- | ---------- |
| 1    | 30    | Kyle Anderson  | PF    | États-Unis  | UCLA       |
| 2    | 58    | Jordan McRae   | SG    | États-Unis  | Tennessee  |
| 2    | 60    | Cory Jefferson | PF    | États-Unis  | Baylor     |

## Classements

### Conférence
| Conférence Ouest | Conférence Ouest                | Conférence Ouest | Conférence Ouest | Conférence Ouest | Conférence Ouest | Conférence Ouest | Conférence Ouest |
| No               | Franchise                       | Vic.             | Def.             | MJ               | MR               | % V/D            | RV               |
| ---------------- | ------------------------------- | ---------------- | ---------------- | ---------------- | ---------------- | ---------------- | ---------------- |
| 1                | Warriors de Golden State        | 67               | 15               | 82               | 0                | 81,7%            | -                |
| 2                | Rockets de Houston              | 56               | 26               | 82               | 0                | 68,3%            | 11               |
| 3                | Clippers de Los Angeles         | 56               | 26               | 82               | 0                | 68,3%            | 11               |
| 4                | Trail Blazers de Portland¹      | 51               | 31               | 82               | 0                | 62,2%            | 16               |
| 5                | Grizzlies de Memphis            | 55               | 27               | 82               | 0                | 67,1%            | 12               |
| 6                | Spurs de San Antonio T          | 55               | 27               | 82               | 0                | 67,1%            | 12               |
| 7                | Mavericks de Dallas             | 50               | 32               | 82               | 0                | 61,0%            | 17               |
| 8                | Pelicans de La Nouvelle-Orléans | 45               | 37               | 82               | 0                | 54,9%            | 22               |
|                  |                                 |                  |                  |                  |                  |                  |                  |
| 9                | Thunder d'Oklahoma City         | 45               | 37               | 82               | 0                | 54,9%            | 22               |
| 10               | Suns de Phoenix                 | 39               | 43               | 82               | 0                | 47,6%            | 28               |
| 11               | Jazz de l'Utah                  | 38               | 44               | 82               | 0                | 46,3%            | 29               |
| 12               | Nuggets de Denver               | 30               | 52               | 82               | 0                | 36,6%            | 37               |
| 13               | Kings de Sacramento             | 29               | 53               | 82               | 0                | 35,4%            | 38               |
| 14               | Lakers de Los Angeles           | 21               | 61               | 82               | 0                | 25,6%            | 46               |
| 15               | Timberwolves du Minnesota       | 16               | 66               | 82               | 0                | 19,5%            | 51               |

### Division
| Division Sud-Ouest    | V  | D  | MJ | % V/D | GB | Dom   | Ext   | Div | Conf  |
| --------------------- | -- | -- | -- | ----- | -- | ----- | ----- | --- | ----- |
| Rockets de Houston    | 56 | 26 | 82 | 68,3% | -  | 30-11 | 26-15 | 8-8 | 33-19 |
| Grizzlies de Memphis  | 55 | 27 | 82 | 67,1% | 1  | 31-10 | 24-17 | 9-7 | 35-17 |
| Spurs de San AntonioT | 55 | 27 | 82 | 67,1% | 1  | 33-8  | 22-19 | 8-8 | 32-20 |
| Mavericks de Dallas   | 50 | 32 | 82 | 61,0% | 6  | 27-14 | 23-18 | 7-9 | 29-23 |
| Pelicans Nlle-Orléans | 45 | 37 | 82 | 54,9% | 11 | 28-13 | 17-24 | 8-8 | 29-23 |

## Saison régulière
Le calendrier a été annoncé le 13 août.
| Saison régulière Total: 55-27 (Domicile : 33-8; Extérieur : 22-19) |

- Le 1er avril 2015, après une 49e victoire sur le parquet du Magic d'Orlando les Spurs se qualifient pour les playoffs.
- Le 15 avril 2015, lors de la dernière journée de saison régulière et après 11 victoires de suite, les Spurs perdent chez les Pelicans de La Nouvelle-Orléans (103-108) et se rétrogradent à la 6e place de conférence. Avant cette dernière journée la franchise était classée 3e et en cas de victoire elle pouvait se retrouver 2e.

## Confrontations
| Conférence Est      | Conférence Est                              | Conférence Est                              | Conférence Ouest                            | Conférence Ouest                            | Conférence Ouest                            | Conférence Ouest                            | Conférence Ouest                            |
| Division Atlantique | Division Atlantique                         | Division Atlantique                         | Division Nord-Ouest                         | Division Nord-Ouest                         | Division Nord-Ouest                         | Division Nord-Ouest                         | Division Nord-Ouest                         |
| Équipe              | Domicile                                    | Extérieur                                   | Équipe                                      | Domicile                                    | Domicile                                    | Extérieur                                   | Extérieur                                   |
| ------------------- | ------------------------------------------- | ------------------------------------------- | ------------------------------------------- | ------------------------------------------- | ------------------------------------------- | ------------------------------------------- | ------------------------------------------- |
| Boston              | 101-89                                      | 111-89                                      | Denver                                      | 120-111                                     | 123-93                                      | 99-91                                       | 109-99                                      |
| Brooklyn            | 99-87                                       | 93-95                                       | Minnesota                                   | 123-101                                     | 123-97                                      | 121-92                                      | 108-93                                      |
| New York            | 109-95                                      | 100-104 (OT)                                | Oklahoma City                               | 106-114                                     | 130-91                                      | 113-88                                      |                                             |
| Philadelphie        | 100-75                                      | 109-103                                     | Portland                                    | 119-129 (OT)                                | 100-96                                      | 95-108                                      | 95-111                                      |
| Toronto             | 117-107                                     | 82-87                                       | Utah                                        | 89-69                                       |                                             | 96-100                                      | 81-90                                       |
|                     | 5–0                                         | 2–3                                         |                                             | 7–2                                         | 7–2                                         | 5–4                                         | 5–4                                         |
| Division            | 7–3                                         | 7–3                                         | Division                                    | 12–6                                        | 12–6                                        | 12–6                                        | 12–6                                        |
| Division Atlantique | Division Atlantique                         | Division Atlantique                         | Division Nord-Ouest                         | Division Nord-Ouest                         | Division Nord-Ouest                         | Division Nord-Ouest                         | Division Nord-Ouest                         |
| Équipe              | Domicile                                    | Extérieur                                   | Équipe                                      | Domicile                                    | Domicile                                    | Extérieur                                   | Extérieur                                   |
| Chicago             | 116-105                                     | 81-104                                      | Golden State                                | 107-92                                      |                                             | 113-100                                     | 99-110                                      |
| Cleveland           | 125-128 (OT)                                | 92-90                                       | L.A. Clippers                               | 125-118                                     | 85-105                                      | 89-85                                       | 115-119                                     |
| Detroit             | 104-105                                     | 104-87                                      | L.A. Lakers                                 | 110-112 (OT)                                | 99-85                                       | 93-80                                       |                                             |
| Indiana             | 106–100                                     | 95-93                                       | Phoenix                                     | 100-95                                      | 107-91                                      | 89-94                                       | 101-74                                      |
| Milwaukee           | 101-95                                      | 114-103                                     | Sacramento                                  | 112-104                                     | 112-85                                      | 91-94                                       | 107-96                                      |
|                     | 3–2                                         | 4–1                                         |                                             | 7–2                                         | 7–2                                         | 5–4                                         | 5–4                                         |
| Division            | 7–3                                         | 7–3                                         | Division                                    | 12–6                                        | 12–6                                        | 12–6                                        | 12–6                                        |
| Division Atlantique | Division Atlantique                         | Division Atlantique                         | Division Nord-Ouest                         | Division Nord-Ouest                         | Division Nord-Ouest                         | Division Nord-Ouest                         | Division Nord-Ouest                         |
| Équipe              | Domicile                                    | Extérieur                                   | Équipe                                      | Domicile                                    | Domicile                                    | Extérieur                                   | Extérieur                                   |
| Atlanta             | 94-92                                       | 114-95                                      | Dallas                                      | 101-100                                     | 94-76                                       | 93-99                                       | 94-101                                      |
| Charlotte           | 95-86                                       | 98-93                                       | Houston                                     | 110-106                                     | 110-98                                      | 81-98                                       | 104-103                                     |
| Miami               | 98-85                                       | 95-81                                       | Memphis                                     | 116-117 (OT)                                | 103-89                                      | 107-101                                     | 87-95                                       |
| Orlando             | 110-103                                     | 103-91                                      | New Orleans                                 | 99-100                                      | 95-93 (OT)                                  | 90-97                                       | 103-108                                     |
| Washington          | 101-92                                      | 93-101                                      |                                             |                                             |                                             |                                             |                                             |
|                     | 5–0                                         | 4–1                                         |                                             | 6–2                                         | 6–2                                         | 2–6                                         | 2–6                                         |
| Division            | 9–2                                         | 9–2                                         | Division                                    | 8–8                                         | 8–8                                         | 8–8                                         | 8–8                                         |
| Conférence          | 23–7 (Domicile : 13–2 ; Extérieur : 17–5)   | 23–7 (Domicile : 13–2 ; Extérieur : 17–5)   | Conférence                                  | 32–20 (Domicile : 20–6; Extérieur : 12–14)  | 32–20 (Domicile : 20–6; Extérieur : 12–14)  | 32–20 (Domicile : 20–6; Extérieur : 12–14)  | 32–20 (Domicile : 20–6; Extérieur : 12–14)  |
| Total               | 55–27 (Domicile : 33–8 ; Extérieur : 22–19) | 55–27 (Domicile : 33–8 ; Extérieur : 22–19) | 55–27 (Domicile : 33–8 ; Extérieur : 22–19) | 55–27 (Domicile : 33–8 ; Extérieur : 22–19) | 55–27 (Domicile : 33–8 ; Extérieur : 22–19) | 55–27 (Domicile : 33–8 ; Extérieur : 22–19) | 55–27 (Domicile : 33–8 ; Extérieur : 22–19) |

## Playoffs

### Premier tour

#### (3)Clippers de Los Angelesvs.Spurs de San Antonio(6)
| 19 avril 2015 22:30 EDT | (en) Boxscore | Spurs de San Antonio 92, Clippers de Los Angeles 107 | Spurs de San Antonio 92, Clippers de Los Angeles 107 | Spurs de San Antonio 92, Clippers de Los Angeles 107 |  | Staples Center, Los Angeles Affluence : 19 309 Arbitres : no 41 Ken Mauer no 36 David Jones no 14 Ed Malloy | TNT |
| 19 avril 2015 22:30 EDT | (en) Boxscore | Score par quart-temps : 18-30, 25-19, 21-30, 28-28   |                                                      |                                                      |  | Staples Center, Los Angeles Affluence : 19 309 Arbitres : no 41 Ken Mauer no 36 David Jones no 14 Ed Malloy | TNT |
| 19 avril 2015 22:30 EDT | (en) Boxscore | Score par mi-temps : 43-49, 49-58                    |                                                      |                                                      |  | Staples Center, Los Angeles Affluence : 19 309 Arbitres : no 41 Ken Mauer no 36 David Jones no 14 Ed Malloy | TNT |
| 19 avril 2015 22:30 EDT | (en) Boxscore | Kawhi Leonard 18 Tim Duncan 11 Manu Ginóbili 6       | Points Rebonds Passes d.                             | Chris Paul 32 DeAndre Jordan 14 Griffin, Paul 6      |  | Staples Center, Los Angeles Affluence : 19 309 Arbitres : no 41 Ken Mauer no 36 David Jones no 14 Ed Malloy | TNT |

| 22 avril 2015 22:30 EDT | (en) Boxscore | Spurs de San Antonio 111, Clippers de Los Angeles 107          | Spurs de San Antonio 111, Clippers de Los Angeles 107 | Spurs de San Antonio 111, Clippers de Los Angeles 107 | OT | Staples Center, Los Angeles Affluence : 19 482 Arbitres : no 17 Joe Crawford no 10 Ron Garretson no 65 Sean Wright | TNT |
| 22 avril 2015 22:30 EDT | (en) Boxscore | Score par quart-temps : 28-24, 24-23, 25-27, 17-20, OT : 17-13 |                                                       |                                                       | OT | Staples Center, Los Angeles Affluence : 19 482 Arbitres : no 17 Joe Crawford no 10 Ron Garretson no 65 Sean Wright | TNT |
| 22 avril 2015 22:30 EDT | (en) Boxscore | Score par mi-temps : 52-47, 42-47                              |                                                       |                                                       | OT | Staples Center, Los Angeles Affluence : 19 482 Arbitres : no 17 Joe Crawford no 10 Ron Garretson no 65 Sean Wright | TNT |
| 22 avril 2015 22:30 EDT | (en) Boxscore | Tim Duncan 28 Tim Duncan 11 Boris Diaw 6                       | Points Rebonds Passes d.                              | Blake Griffin 29 DeAndre Jordan 15 Blake Griffin 11   | OT | Staples Center, Los Angeles Affluence : 19 482 Arbitres : no 17 Joe Crawford no 10 Ron Garretson no 65 Sean Wright | TNT |

| 24 avril 2015 21:30 EDT | (en) Boxscore | Clippers de Los Angeles 73, Spurs de San Antonio 100 | Clippers de Los Angeles 73, Spurs de San Antonio 100 | Clippers de Los Angeles 73, Spurs de San Antonio 100 |  | AT&T Center, San Antonio Affluence : 18 581 Arbitres : no 13 Monty McCutchen no 22 Bill Spooner no 59 Gary Zielinski | ESPN |
| 24 avril 2015 21:30 EDT | (en) Boxscore | Score par quart-temps : 16-25, 22-21, 11-24, 24-30   |                                                      |                                                      |  | AT&T Center, San Antonio Affluence : 18 581 Arbitres : no 13 Monty McCutchen no 22 Bill Spooner no 59 Gary Zielinski | ESPN |
| 24 avril 2015 21:30 EDT | (en) Boxscore | Score par mi-temps : 38-46, 35-54                    |                                                      |                                                      |  | AT&T Center, San Antonio Affluence : 18 581 Arbitres : no 13 Monty McCutchen no 22 Bill Spooner no 59 Gary Zielinski | ESPN |
| 24 avril 2015 21:30 EDT | (en) Boxscore | Blake Griffin 14 Blake Griffin 10 Blake Griffin 5    | Points Rebonds Passes d.                             | Kawhi Leonard 32 Tim Duncan 7 Manu Ginóbili 6        |  | AT&T Center, San Antonio Affluence : 18 581 Arbitres : no 13 Monty McCutchen no 22 Bill Spooner no 59 Gary Zielinski | ESPN |

| 26 avril 2015 15:30 EDT | (en) Boxscore | Clippers de Los Angeles 114, Spurs de San Antonio 105 | Clippers de Los Angeles 114, Spurs de San Antonio 105 | Clippers de Los Angeles 114, Spurs de San Antonio 105 |  | AT&T Center, San Antonio Affluence : 18 581 Arbitres : no 24 Mike Callahan no 26 Pat Fraher no 49 Tom Washington | ABC |
| 26 avril 2015 15:30 EDT | (en) Boxscore | Score par quart-temps : 25-25, 26-22, 30-29, 33-29    |                                                       |                                                       |  | AT&T Center, San Antonio Affluence : 18 581 Arbitres : no 24 Mike Callahan no 26 Pat Fraher no 49 Tom Washington | ABC |
| 26 avril 2015 15:30 EDT | (en) Boxscore | Score par mi-temps : 51-47, 63-58                     |                                                       |                                                       |  | AT&T Center, San Antonio Affluence : 18 581 Arbitres : no 24 Mike Callahan no 26 Pat Fraher no 49 Tom Washington | ABC |
| 26 avril 2015 15:30 EDT | (en) Boxscore | Chris Paul 34 Blake Griffin 19 Griffin, Paul 7        | Points Rebonds Passes d.                              | Kawhi Leonard 26 Tim Duncan 14 Kawhi Leonard 5        |  | AT&T Center, San Antonio Affluence : 18 581 Arbitres : no 24 Mike Callahan no 26 Pat Fraher no 49 Tom Washington | ABC |

| 28 avril 2015 22:30 EDT | (en) Boxscore | Spurs de San Antonio 111, Clippers de Los Angeles 107 | Spurs de San Antonio 111, Clippers de Los Angeles 107 | Spurs de San Antonio 111, Clippers de Los Angeles 107 |  | Staples Center, Los Angeles Affluence : 19 571 Arbitres : no 48 Scott Foster no 55 Bill Kennedy no 58 Josh Tiven | TNT |
| 28 avril 2015 22:30 EDT | (en) Boxscore | Score par quart-temps : 22-27, 31-27, 29-28, 29-25    |                                                       |                                                       |  | Staples Center, Los Angeles Affluence : 19 571 Arbitres : no 48 Scott Foster no 55 Bill Kennedy no 58 Josh Tiven | TNT |
| 28 avril 2015 22:30 EDT | (en) Boxscore | Score par mi-temps : 53-54, 58-53                     |                                                       |                                                       |  | Staples Center, Los Angeles Affluence : 19 571 Arbitres : no 48 Scott Foster no 55 Bill Kennedy no 58 Josh Tiven | TNT |
| 28 avril 2015 22:30 EDT | (en) Boxscore | Tim Duncan 21 Tim Duncan 11 Manu Ginóbili 6           | Points Rebonds Passes d.                              | Blake Griffin 30 Griffin, Jordan 14 Chris Paul 10     |  | Staples Center, Los Angeles Affluence : 19 571 Arbitres : no 48 Scott Foster no 55 Bill Kennedy no 58 Josh Tiven | TNT |

| 30 avril 2015 21:30 EDT | (en) Boxscore | Clippers de Los Angeles 102, Spurs de San Antonio 96 | Clippers de Los Angeles 102, Spurs de San Antonio 96 | Clippers de Los Angeles 102, Spurs de San Antonio 96 |  | AT&T Center, San Antonio Affluence : 18 581 Arbitres : no 43 Dan Crawford no 8 Dan Crawford no 28 Zach Zarba | TNT |
| 30 avril 2015 21:30 EDT | (en) Boxscore | Score par quart-temps : 26-26, 25-25, 25-21, 26-24   |                                                      |                                                      |  | AT&T Center, San Antonio Affluence : 18 581 Arbitres : no 43 Dan Crawford no 8 Dan Crawford no 28 Zach Zarba | TNT |
| 30 avril 2015 21:30 EDT | (en) Boxscore | Score par mi-temps : 51-51, 51-45                    |                                                      |                                                      |  | AT&T Center, San Antonio Affluence : 18 581 Arbitres : no 43 Dan Crawford no 8 Dan Crawford no 28 Zach Zarba | TNT |
| 30 avril 2015 21:30 EDT | (en) Boxscore | Blake Griffin 26 DeAndre Jordan 14 Chris Paul 15     | Points Rebonds Passes d.                             | Marco Belinelli 23 Tim Duncan 13 Tony Parker 7       |  | AT&T Center, San Antonio Affluence : 18 581 Arbitres : no 43 Dan Crawford no 8 Dan Crawford no 28 Zach Zarba | TNT |

| 2 mai 2015 20:00 EDT | (en) Boxscore | Spurs de San Antonio 109, Clippers de Los Angeles 111 | Spurs de San Antonio 109, Clippers de Los Angeles 111 | Spurs de San Antonio 109, Clippers de Los Angeles 111 |  | Staples Center, Los Angeles Arbitres : no 13 Monty McCutchen no 19 James Capers no 23 Jason Phillips | TNT |
| 2 mai 2015 20:00 EDT | (en) Boxscore | Score par quart-temps : 30-28, 25-29, 23-22, 31-32    |                                                       |                                                       |  | Staples Center, Los Angeles Arbitres : no 13 Monty McCutchen no 19 James Capers no 23 Jason Phillips | TNT |
| 2 mai 2015 20:00 EDT | (en) Boxscore | Score par mi-temps : 55-57, 54-54                     |                                                       |                                                       |  | Staples Center, Los Angeles Arbitres : no 13 Monty McCutchen no 19 James Capers no 23 Jason Phillips | TNT |
| 2 mai 2015 20:00 EDT | (en) Boxscore | Tim Duncan 27 Tim Duncan 11 Manu Ginóbili 7           | Points Rebonds Passes d.                              | Chris Paul 27 DeAndre Jordan 14 Blake Griffin 10      |  | Staples Center, Los Angeles Arbitres : no 13 Monty McCutchen no 19 James Capers no 23 Jason Phillips | TNT |
| 2 mai 2015 20:00 EDT | (en) Boxscore | Los Angeles remporte la série 4 à 3.                  |                                                       |                                                       |  | Staples Center, Los Angeles Arbitres : no 13 Monty McCutchen no 19 James Capers no 23 Jason Phillips | TNT |

Matchs de saison régulière
Égalité dans la série 2 à 2.
| 10 novembre 2014 | Rapport | Spurs de San Antonio 89, Clippers de Los Angeles 85 | Spurs de San Antonio 89, Clippers de Los Angeles 85 | Spurs de San Antonio 89, Clippers de Los Angeles 85 |  | Staples Center, Los Angeles |

| 22 décembre 2014 | Rapport | Clippers de Los Angeles 118, Spurs de San Antonio 125 | Clippers de Los Angeles 118, Spurs de San Antonio 125 | Clippers de Los Angeles 118, Spurs de San Antonio 125 |  | AT&T Center, San Antonio |

| 31 janvier 2015 | Rapport | Clippers de Los Angeles 105, Spurs de San Antonio 85 | Clippers de Los Angeles 105, Spurs de San Antonio 85 | Clippers de Los Angeles 105, Spurs de San Antonio 85 |  | AT&T Center, San Antonio |

| 19 février 2015 | Rapport | Spurs de San Antonio 115, Clippers de Los Angeles 119 | Spurs de San Antonio 115, Clippers de Los Angeles 119 | Spurs de San Antonio 115, Clippers de Los Angeles 119 |  | Staples Center, Los Angeles |

Dernière rencontre en playoffsDemi-finale de conférence Ouest 2012 (San Antonio gagne 4-0).

## Effectif actuel
| Spurs de San Antonio Effectif actuel                                                              |    |  |                        |                  |
| Entraîneur : Gregg Popovich                                                                       |    |  |                        |                  |
| Meneur                                                                                            | 1  |  | Kyle Anderson (R) (DL) | UCLA             |
| Ailier fort                                                                                       | 11 |  | Jeff Ayres             | Arizona State    |
| Ailier fort/Pivot                                                                                 | 16 |  | Aron Baynes            | Washington State |
| Arrière                                                                                           | 3  |  | Marco Belinelli        | Italie           |
| Ailier fort/Pivot                                                                                 | 15 |  | Matt Bonner            | Florida          |
| Ailier fort, Pivot                                                                                | 33 |  | Boris Diaw             | France           |
| Ailier fort                                                                                       | 21 |  | Tim Duncan (C)         | Wake Forest      |
| Arrière                                                                                           | 20 |  | Manu Ginóbili          | Argentine        |
| Arrière, Ailier                                                                                   | 4  |  | Danny Green            | North Carolina   |
| Meneur                                                                                            | 5  |  | Cory Joseph            | Texas            |
| Ailier, Arrière                                                                                   | 2  |  | Kawhi Leonard          | San Diego State  |
| Meneur                                                                                            | 8  |  | Patrick Mills          | Saint Mary's     |
| Meneur                                                                                            | 9  |  | Tony Parker (C)        | France           |
| Pivot                                                                                             | 22 |  | Tiago Splitter         | Brésil           |
| Arrière, Ailier                                                                                   | 55 |  | Reggie Williams        | IMV              |
| (C) - Capitaine (AL) - Agent libre (R) - Rookie (ou Recrue) - Blessé - (DL) - Affilié en D-League |    |  |                        |                  |

### Contrats et salaires 2014-2015
| no                                       | Joueur          | Poste | Âge   | Type de contrat | Salaire      | Fin du contrat |
| ---------------------------------------- | --------------- | ----- | ----- | --------------- | ------------ | -------------- |
| Joueurs actuels                          |                 |       |       |                 |              |                |
| 1                                        | Kyle Anderson   | SF    | 21    | Rookie          | 1 093 680 $  | 2016 (T)       |
| 11                                       | Jeff Ayres      | PF    | 27    | MLE             | 1 828 750 $  | 2015 (UFA)     |
| 16                                       | Aron Baynes     | PF    | 28    | MLE             | 2 077 000 $  | 2015 (UFA)     |
| 3                                        | Marco Belinelli | SG    | 28    | MLE             | 2 873 750 $  | 2015 (UFA)     |
| 15                                       | Matt Bonner     | PF    | 34    | Minimum         | 915,243 $    | 2015 (UFA)     |
| 33                                       | Boris Diaw      | PF    | 32    | Bird            | 8 000 000 $  | 2018 (RFA)     |
| 21                                       | Tim Duncan      | PF    | 38    | Bird            | 10 361 446 $ | 2015 (UFA)     |
| 20                                       | Manu Ginóbili   | SG    | 37    | Bird            | 7 000 000 $  | 2015 (UFA)     |
| 4                                        | Danny Green     | SG    | 27    | Early Bird      | 4 025 000 $  | 2015 (UFA)     |
| 5                                        | Cory Joseph     | PG    | 23    | Rookie          | 2 023 261 $  | 2015 (RFA)     |
| 2                                        | Kawhi Leonard   | SF    | 23    | Rookie          | 2 894 059 $  | 2015 (RFA)     |
| 8                                        | Patrick Mills   | PG    | 26    | Bird            | 3 842 105 $  | 2017 (UFA)     |
| 9                                        | Tony Parker     | PG    | 32    | Bird            | 12 500 000 $ | 2018 (UFA)     |
| 22                                       | Tiago Splitter  | PF    | 29    | Bird            | 9 250 000 $  | 2017 (UFA)     |
| 55                                       | Reggie Williams | SG    | 28    | Minimum         | 344 036 $    | 2015 (UFA)     |
| Contrat(s) terminé(s) en cours de saison |                 |       |       |                 |              |                |
| -                                        | JaMychal Green  | PF    | 24    | 10 jours        | 29 843 $     | -              |
| -                                        | Reggie Williams | SG    | 28    | 10 jours        | 53 838 $     | -              |
| -                                        | Reggie Williams | SG    | 28    | 10 jours        | 53 838 $     | -              |
| Joueur(s) résilié(s) cette saison        |                 |       |       |                 |              |                |
| -                                        | Austin Daye     | PF    | 26    | -               | 1 063 384 $  | -              |
| -                                        | JaMychal Green  | PF    | 24    | -               | 60 000 $     | -              |
| -                                        | Bryce Cotton    | PG    | 22    | -               | 50 000 $     | -              |
| -                                        | Josh Davis      | PF    | 34    | -               | 20 000 $     | -              |
| -                                        | John Holland    | SF    | 26    | -               | 20 000 $     | -              |
|                                          |                 |       |       |                 |              |                |
| Total                                    | Total           | Total | Total | Total           | 70 379 233 $ | -              |

- (UFA) = Le joueur est libre de signer ou il veut à la fin de la saison.
- (RFA) = Le joueur peut signer un contrat avec l’équipe de son choix, mais son équipe de départ a le droit de s’aligner sur n’importe quelle offre qui lui sera faite.
- (P) =  Le joueur décide de rester une saison supplémentaire avec son équipe ou pas. S'il décide de ne pas rester, il devient agent libre.
- (T) =  L'équipe décide de conserver (ou non) son joueur pour une saison supplémentaire. Si elle ne le garde pas, il devient agent libre.
- 2015 = Joueurs qui peuvent quitter le club à la fin de cette saison.

## Transferts

### Échanges
| Juin         | Juin                                                                        | Juin | Juin                   |
| ------------ | --------------------------------------------------------------------------- | --- | ---------------------- |
| 25 juin 2014 | Échange à deux équipes                                                      | Échange à deux équipes                                                                                                   | Échange à deux équipes |
| 25 juin 2014 | Vers Spurs de San Antonio - Droits du 54e choix de draft : Nemanja Dangubić | Vers 76ers de Philadelphie - Droits du 58e choix de draft : Jordan McRae - Droits du 60e choix de draft : Cory Jefferson | [ 3 ]                  |

## Resigne
| Date     | Joueur      | Nouveau contrat                                                                                                   | Fin du contrat | Référence |
| -------- | ----------- | --- | -------------- | --------- |
| 1er août | Tony Parker | Resigne une extension de contrat de 43 300 000 $ sur 3 ans (Début du nouveau contrat lors de la saison 2015-2016) | 2018           | [ 4 ]     |

## Free agents (Agents libres)

### Free agents qui resignent
| Date         | Joueur                  | Nouveau contrat                                                     | Fin du contrat | Référence |
| ------------ | ----------------------- | ------------------------------------------------------------------- | -------------- | --------- |
| 23 juin      | Tim Duncan              | Active son option joueur pour 10 360 000 $ pour la saison 2014/2015 | 2015           | [ 5 ]     |
| 12 juillet   | Patrick Mills           | Resigne un contrat de 13 000 000 $ sur 3 ans                        | 2017           | [ 6 ]     |
| 15 juillet   | Boris Diaw              | Resigne un contrat de 28 000 000 $ (hors bonus) sur 4 ans           | 2018           | [ 7 ]     |
| 21 juillet   | Matt Bonner             | Resigne un contrat de 1 450 000 $ sur 1 an                          | 2015           | [ 8 ]     |
| 26 septembre | Aron Baynes (restreint) | Resigne un contrat de 2 077 000 $ sur 1 an                          | 2015           | [ 9 ]     |

### Arrivés
Apparaissent seulement les joueurs ayant commencé le calendrier de la saison régulière avec l'équipe (28 octobre 2014) et les joueurs signés en cours d'année.
| Date       | Joueur          | Contrat                                                                          | Provenance                          | Référence |
| ---------- | --------------- | -------------------------------------------------------------------------------- | ----------------------------------- | --------- |
| 12 juillet | Kyle Anderson   | Contrat de 2 240 000 $ sur 2 ans (Option d'équipe pour les saisons 2016 et 2017) | UCLA (Choix no 30 de la Draft 2014) | [ 10 ]    |
| 17 janvier | JaMychal Green  | Contrat de 29,843 $ sur 10 jours (Contrat de 10 jours)                           | Spurs d'Austin (D-League)           | [ 11 ]    |
| 28 janvier | Reggie Williams | Contrat de 53,838 $ sur 10 jours (Contrat de 10 jours)                           | Blue d'Oklahoma City (D-League)     | [ 12 ]    |
| 8 février  | Reggie Williams | Contrat de 53,838 $ sur 10 jours (Second contrat de 10 jours)                    | Spurs de San Antonio                | [ 13 ]    |
| 19 février | Reggie Williams | Contrat de 350 000 $ sur 1 an (Signe pour le reste de la saison)                 | Spurs de San Antonio                | [ 14 ]    |

### Départs
| Date         | Joueur         | Raison départ                             | Vers ¹                | Référence |
| ------------ | -------------- | ----------------------------------------- | --------------------- | --------- |
| 29 septembre | Damion James   | Agent libre                               | Wizards de Washington | [ 15 ]    |
| 17 janvier   | Austin Daye    | Libéré                                    | Hawks d'Atlanta       | [ 16 ]    |
| 28 janvier   | JaMychal Green | Non conservé après un contrat de 10 jours | Grizzlies de Memphis  | [ 17 ]    |

¹ Il s'agit de l’équipe pour laquelle le joueur a signé après son départ, il a pu entre-temps changer d'équipe ou encore de pays.

## Récompenses
| Date     | Joueur     | récompense                                                                    | Référence |
| -------- | ---------- | ----------------------------------------------------------------------------- | --------- |
| 13 avril | Tim Duncan | Joueur de la semaine dans la conférence Ouest (Semaine du 6 au 12 avril 2015) | [ 18 ]    |